# Ranchal
Ranchal är en kommun i departementet Rhône i regionen Auvergne-Rhône-Alpes i östra Frankrike. Kommunen ligger i kantonen Lamure-sur-Azergues som tillhör arrondissementet Villefranche-sur-Saône. År 2022 hade Ranchal 311 invånare.

## Befolkningsutveckling
Antalet invånare i kommunen Ranchal
| Referens: INSEE |